# Tossal de les Cases
El Tossal de les Cases és una muntanya de 239 metres que es troba al municipi de Corbins, a la comarca catalana del Segrià.

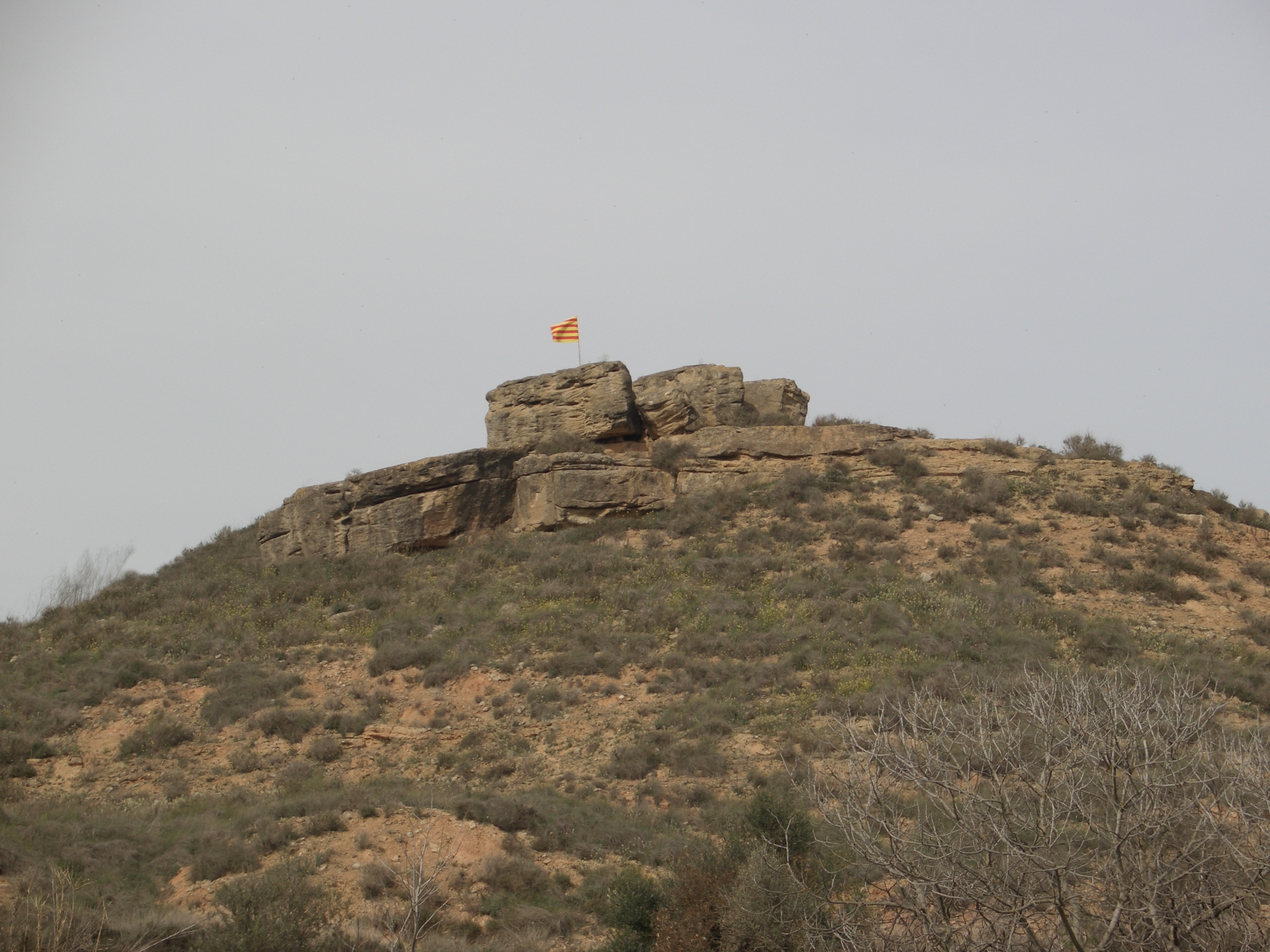
Vista propera del Tossal de les Cases.